# Kostel svatého Františka Serafinského (Chudobín)
Kostel svatého Františka Serafinského je farní kostel v Chudobíně zasvěcený svatému Františkovi z Assisi vystavěný v barokním slohu v letech 1714–1716. Kostel je zapsán na seznam kulturních památek ČR. Kostel se nachází v jižní části obce v místě tehdejšího zámeckého parku.

## Historie
Na místě dnešního kostela se nacházel jednoduchý gotický kostelík. Ten byl během třicetileté války velmi poničen, proto se od roku 1661 s povolením olomoucké konzistoře sloužily mše v zámecké kapli. V samotném kostele povolil biskupský ordinariát majiteli panství baronovi Vavřincovi Karlovi Volšinskému sloužit v kostele mše pro jeho rodinu a služebnictvo. S rekonstrukcí kostela zasvěceného sv. Františku Serafinskému bylo započato v roce 1715 a o rok později byl vysvěcen pro stálé bohoslužby. Poslední zásadní úpravy kostela proběhly v roce 1817. V roce 1785 byl založen hřbitov a roku 1846 byla zřízena fara, nová farní budova byla vystavěna v roce 1883.
Ve 20. letech 20. století v kostele působil farář Josef Žídek, který přešel k Československé církvi husitské a posléze k pravoslaví.

Proto v letech 1920-1923 sloužil kostel protestantům.
Kostel byl v roce 1905 renovován a v této době byla postavena i nová věž pobitá plechem.

## Architektura
Kostel má v západním průčelí portál, který je doplněn aliančním znakem rodu Rudolfa Krištofa Wittena a zřejmě jeho manželky. Nad portálem je okno, po jeho stranách niky se sochami světců. Kostel je koncipován jako jednolodní a je zakončen pětibokým presbytářem. V západní části se nachází varhanní kruchta. Loď s kněžištěm i sakristií mají valenou klenbu, oratoř je plochostropá.
V hrobce pod kostele je pohřben zakladatel kostela baron Volšinský a členové rodiny Terschovy.